# Andrei Rybkin
Andrei Yevgenyevich Rybkin (tiếng Nga: Андрей Евгеньевич Рыбкин; sinh ngày 8 tháng 6 năm 1997) là một cầu thủ bóng đá người Nga thi đấu cho F.K. Orenburg-2.

## Sự nghiệp câu lạc bộ
Anh có màn ra mắt tại Giải bóng đá chuyên nghiệp quốc gia Nga cho F.K. Orenburg-2 ngày 10 tháng 4 năm 2018 trong trận đấu với F.K. Zenit-Izhevsk.